# Kulturåret 1722

## Nya verk
- Moll Flanders, roman av den brittiske författaren Daniel Defoe.

## Födda
- 3 oktober - Johann Heinrich Tischbein (död 1789), tysk målare.
- okänt datum - Anders Hallberg (okänt dödsår),  svensk skådespelare.
- okänt datum - Paisij Chilendarski (död 1773), bulgarisk munk och historiker.
- okänt datum - Olof Grau (död 1774), svensk författare.
- okänt datum - Giulio Variboba (död 1788), albansk poet.

## Avlidna
- 23 januari - Henri de Boulainvilliers (född 1658), fransk historiker.
- 16 april
  - Magnus Gabriel von Block (född 1669), svensk läkare, författare och alkemist.
  - Johann Jacob Bach (född 1682), tysk flöjtist anställd i det svenska hovkapellet, bror till Johann Sebastian Bach.
- 4 maj - Claude Gillot (född 1673), fransk målare och tecknare.
- okänt datum - Laurentius Laurenti (född 1660), tysk organist och utgivare av psalmtexter.
- okänt datum - Johan Joseph Winkler (född 1670), tysk präst och psalmförfattare.